# Institut Leibniz de recherches sur la génétique végétale et les plantes cultivées
Pour les articles homonymes, voir IPK.

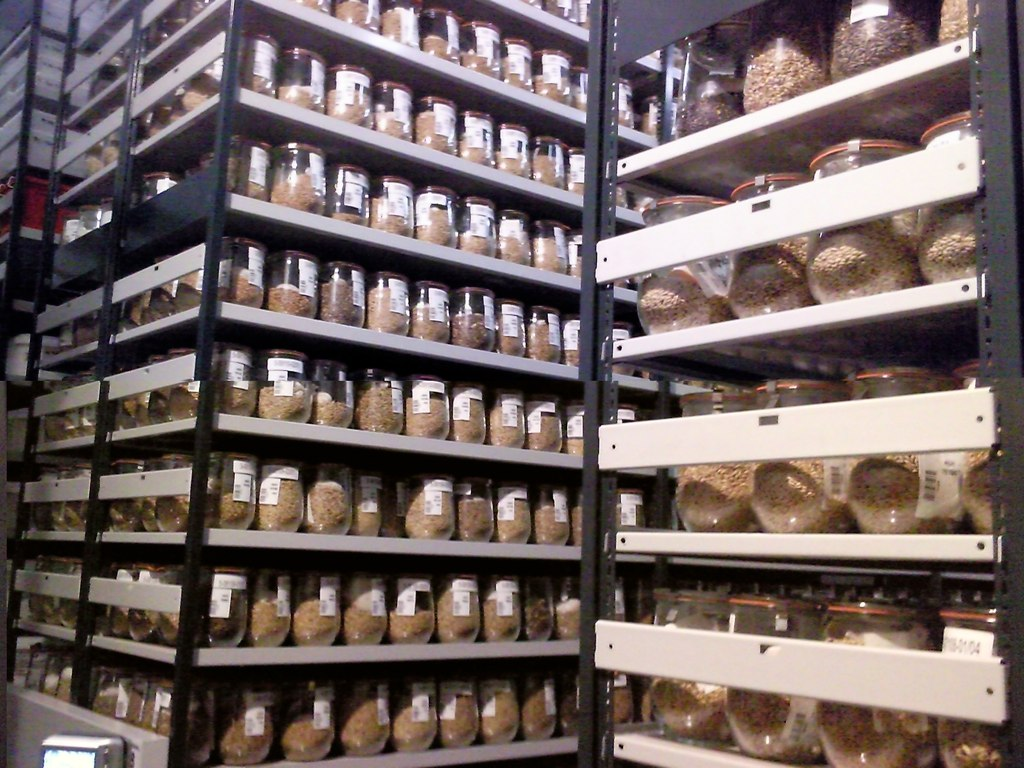
Échantillons de semences d'orge conservés à l'IPK.

L’Institut Leibniz de recherche sur la génétique végétale et les plantes cultivées (IPK, Leibniz-Institut für Pflanzengenetik und Kulturpflanzenforschung) est un institut de recherche allemand qui fait partie de la Communauté scientifique G. W. Leibniz (GWL).
La banque de gènes de l'IPK est l’une des quelque 1 400 banques de semences publiques existant dans le monde. Avec près de 150 000 échantillons de semences appartenant à environ 800 genres, il s'agit de l'une des principales institutions de conservation des plantes cultivées anciennes et de leurs espèces sauvages apparentées. Les échantillons de semences sont utilisés pour les travaux de recherches de l'IPK, mais sont aussi distribués sur demande à d'autres instituts de recherche ou collections (banques de gènes et jardins botaniques), ainsi qu'à des sélectionneurs. L’Institut fait partie des organismes qui ont déposé des échantillons de semences dans la Réserve mondiale de semences du Svalbard.